# Karbieniec wyniosły
Karbieniec wyniosły (Lycopus exaltatus L.f.) – gatunek byliny z rodziny jasnotowatych. Występuje w środkowej i południowo-wschodniej Europie (na zachodzie sięgając do Niemiec, Austrii i Włoch), na wschodzie sięga do Syberii i środkowej Azji (Sinciang, zachodnie Himalaje i Buriacja). W Polsce odkryty został w przeszłości w okolicach Chełma, a w pobliżu granic rośnie na Wołyniu. Rósł także w dolinie Łaby, ale stanowiska tamtejsze, podobnie jak pozostałe z południowych Niemiec mają charakter historyczny. 

## Morfologia

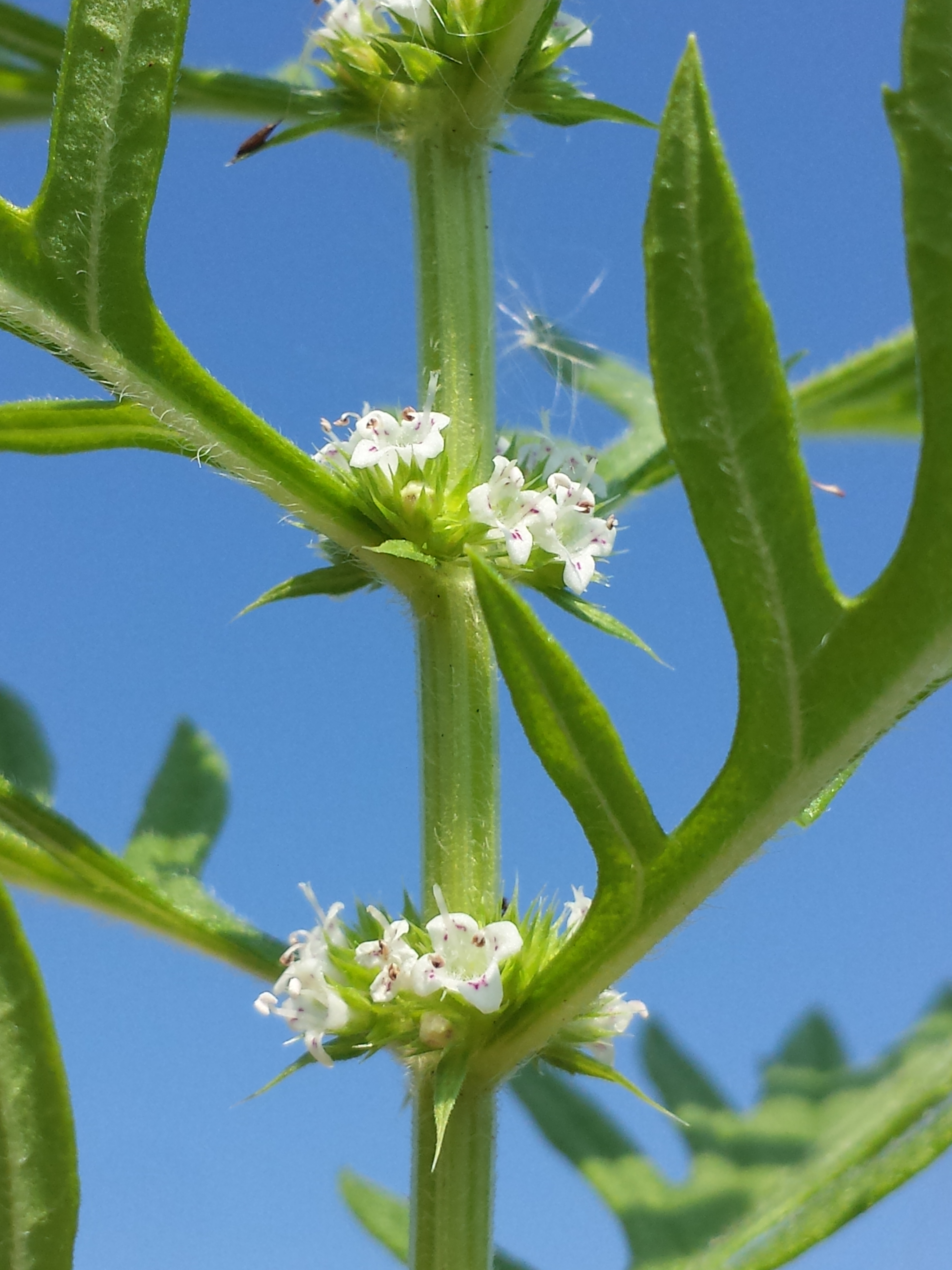
Kwiaty

PokrójRoślina zielna o pędzie wznoszącym się i osiągającym zwykle od 0,9 do 1,5 m wysokości, rozgałęzionym lub pojedynczym, owłosionym.
LiścieUlistnienie nakrzyżległe. Wszystkie liście pierzastodzielne lub pierzastosieczne, osiągające do 12 cm długości i 6 cm szerokości (rzadko nieco więcej). W górnej części pędu liście wspierające nibyokółki kwiatowe, podobne do tych niższych, lecz mniejsze. Blaszka liściowa jest zwykle obustronnie owłosiona, a poszczególne odcinki są odlegle ząbkowane.
KwiatyZebrane w gęstych nibyokółkach w kątach górnych liści, wsparte lancetowatymi przysadkami o długości 6–9 mm. Kielich szerokodzwonkowaty, z 5 ościstymi ząbkami nie dłuższymi od rurki korony. Korona o długości 3–4 mm, w gardzieli owłosiona, dwuwargowa. Górna warga niepodzielona, dolna podzielona na trzy łatki podobnej wielkości. Dwa pręciki są płodne, z nerkowatymi pylnikami, w których worki są zrośnięte. Pozostałe pręciki zredukowane do główkowatych prątniczków lub ich brak.
OwoceRozłupki jajowate, do 2 mm długości (dłuższe od kielicha).
Gatunek podobnyZ tego samego rodzaju w Europie Środkowej rośnie karbieniec pospolity Lycopus europaeus różniący się górnymi liśćmi co najwyżej wcinano-piłkowanymi (głębiej dzielne są tylko dolnej liście) oraz krótszymi przysadkami nie przekraczającymi 5 mm długości.

## Biologia i ekologia
Bylina, helofit – rośnie na brzegach wód, na mokradłach, w rowach. Kwitnie od lipca do września.
Liczba chromosomów 2n = 22.